# Gerbécourt
Gerbécourt – miejscowość i gmina we Francji w departamencie Mozela, w regionie Lotaryngia. Według danych na rok 2009 gminę zamieszkiwało 110 osób.